# Joseph Schwantner
Joseph Clyde Schwantner (Chicago, 22 mars 1943) est un compositeur et éducateur américain, lauréat du prix Pulitzer en 1979 pour son œuvre pour orchestre Aftertones of Infinity. Il est membre de l'Académie américaine des arts et des lettres depuis 2002. Il reçoit également le prix Charles Ives en 1970.
Schwantner est un prolifique compositeur, avec de nombreuses œuvres à son actif. Son style est celui d'un coloriste et d'un éclectique, s'inspirant d'éléments aussi divers que l'impressionnisme français, les percussions africaines et le minimalisme.

## Biographie
Josef Schwantner commence l'étude de la musique à un âge précoce, avec la guitare classique, où il intègre également les genres du jazz et du folk. Il joue aussi du tuba dans l'orchestre de son lycée. Ses premières aspirations à la composition sont remarquées par son professeur de guitare, qui a constamment éprouvé Schwantner en élaborant des pièces à étudier. À partir de cela, son professeur, Robert Stein, lui suggère de recueillir ses idées et de créer sa propre composition musicale. Une de ses premières compositions a été dans l'idiome jazz. La pièce Offbeats a gagné le Prix National Band Camp en 1959. Il poursuit ses études de composition au Conservatoire Américain de Chicago, où il obtient son baccalauréat en 1964, dans la classe de Bernard Dieter, avec qui il explore en étroite collaboration la musique de Debussy, Bartók et Messiaen. Il poursuit à Chicago ses études supérieures, sous la direction d'Alan Stout et Anthony Donato à l'Université Northwestern, sanctionnées par sa maîtrise et un doctorat en composition, respectivement en 1966 et 1968. Fort de ses expériences à l'American Conservatory, Schwantner est influencé plus particulièrement par la musique de Berio et Rochberg. En tant qu’étudiant en composition, Schwantner poursuit ses ambitions, avec trois œuvres reconnues dotées du prix BMI Student Composer.
Après ses études en 1968, Schwantner obtient un poste de professeur assistant à la Pacific Lutheran University. En 1969, il est à un poste similaire à l'Université d'État de Ball dans l'Indiana et à partir de l'année suivante, à l'École de musique Eastman à Rochester, comme membre de la faculté. Sortant brièvement de ses études universitaires, Schwantner est compositeur en résidence du Symphonique de Saint-Louis de 1982 à 1984. En 1985, Schwantner  fait l'objet d'un documentaire pour la chaîne de télévision WGBH à Boston, au sein de la série Soundings. Le documentaire se concentre principalement sur la composition de sa pièce New Morning for the World, pour récitant et orchestre. Son travail universitaire se poursuit à la Juilliard School en 1986 et il se maintient à Yale depuis 1999, lorsque Schwantner prend sa retraite de son poste à Eastman. Sa plus notable commande inclut un cycle de mélodies Magabunda pour orchestre, en 1983, A Sudden Rainbow en 1986, Afar… le Concerto pour guitare en 1987 et un Concerto pour piano, en 1988.
Parmi ses élèves figurent Eero Hämeenniemi, Marc Mellits, Kevin Puts et Michael Torke.

## Prix
- Bourses d'études Charles Ives de l'Académie Américaine des Arts et des Lettres (1970)[4],[5]
- Quatre Dotation nationale pour les arts (1974-1979)
- Prix Pulitzer de musique (1979)[6]
- Premier prix au Concours Friedheim du Kennedy Center (1981)
- Grammy Awards, Nomination pour la « Meilleure nouvelle composition classique » (1985)
- Nomination aux Grammy Awards pour la « Meilleure composition classique » (1987)
- Docteur en Beaux-Arts honoraire de l'Université du Connecticut (2019)

## Style
L'une des premières œuvres de Joseph Schwantner, Diaphonia intervallum (1967) annonce clairement les traits de style importants qui existent plus tard dans sa musique. Au-delà de sa série, la structure des éléments tels que le style individualisé, les points de pédale, l'expérimentation du timbre, les groupements instrumentaux et l'utilisation de registres extrêmes apparaissent évidents, même à cette étape de la carrière de Schwantner.
Lors de sa nomination à la faculté Eastman, Consortium I de Schwantner est créé en 1970. Cette pièce illustre clairement son utilisation personnelle du sérialisme, y compris de nombreuses chaînes de douze tons, cachées dans la texture et utilisant une structure d’intervalles spécifiques pour assurer la cohésion. Consortium II a poursuivi l'application personnelle sur la série. À partir de ces œuvres, Schwantner se concentre sur la série pour approfondir les effets de couleur, notamment avec l'usage d'instruments de percussion. Des exemples de son utilisation du timbre comme un important élément de la composition se trouve dans In aeternum (1973) et Élixir (1976), qui peuvent être vus comme ses œuvres les plus importantes du genre. Dans …and the mountains rising nowhere (1977) les six percussionnistes jouent quarante-six instruments, et le compositeur s'efforce de donner aux percussions un rôle plus important que ce qui était typique pour les œuvres d'ensembles au cours des années 1970. À partir de ce stade, Schwantner tend à se concentrer sur l'obtention des tons plus clairs de centres dans des œuvres comme Music of Amber (1981) et New Morning for the World: ‘Daybreak of Freedom’ (1982). Même s'il adopte des centres tonaux, Schwantner résiste à l'emploi très conventionnel des relations dominantes-toniques et aux emphases de ce concept dans la musique occidentale. En vérité, les centres tonaux de Schwantner sont créés par l'accentuation, à l'instar d’El Salón México du compositeur américain Aaron Copland. Ses racines sérielles montrent même sa structure tonale ; les gammes majeures et mineures clairement définies sont rares dans la musique de Schwantner. À la place, il utilise des ensembles de hauteur pour organiser. Les œuvres postérieures de Joseph Schwantner intègrent des éléments minimaliste, par exemple dans son monumental concerto pour percussion. Cependant, un accent très présent sur le timbre reste assez évident. Ses partitions sont publiées par Schott Helicon Music Corporation.

## Œuvre
Schwantner est un prolifique compositeur, avec près de deux-cents œuvres à son actif.

### Orchestre
- A Play of Shadows pour flûte et orchestre de chambre
- Velocities
- A Sudden Rainbow
- Aftertones of Infinity (1978)
- Angelfire (2002), Fantasy pour violon amplifié et orchestre —  écrit pour la violoniste Anne Akiko Meyers
- Beyond Autumn, Poème symphonique pour cor et orchestre
- Concerto for Percussion and Orchestra (1994)
- Concerto for Piano and Orchestra (1988)
- Distant Runes and Incantations pour piano (amplifié) et orchestre
- Dreamcaller, three Songs pour soprano, violon solo et orchestre
- Evening Land Symphony
- Freeflight, Fanfares & Fantasy
- From Afar..., Fantaisie pour guitare et orchestre
- Magabunda (Witchnomad), « four Poems of Agueda Pizarro » pour soprano et orchestre
- Modus Caelestis
- Morning's Embrace (2006)
- New Morning for the World "Daybreak of Freedom" pour narrateur et orchestre
- September Canticle Fantasy (In Memoriam)
- Toward Light
- Chasing Light (2008)

### Ensemble à vents
- ...and the mountains rising nowhere (1977)
- From a Dark Millennium (1980)
- In evening's stillness... (1996)
- Recoil (2004)
- Concerto pour percussion (arr. apr Andrew Boysen) (1997)
- Beyond Autumn (arr. par Timothy Miles) (2006)
- New Morning for the World "Daybreak of Freedom" (arr. par Nikk Pilato) (2007)
- Luminosity: Concerto pour orchestre à vents (2015)
- The Awakening Hour (2017)

### Ensemble de chambre
- Black Anemones, pour flûte et piano
- Canticle of the Evening Bells, pour flûte solo, hautbois/cor anglais, clarinette, basson, trompette, cor, trombone, piano, percussion et cordes
- Chronicon, pour basson et piano
- Consortium I, pour flûte, clarinette, violon, alto et violoncelle
- Consortium II, pour flûte, clarinette, violon, violoncelle, piano et percussion
- Distant Runes and Incantations, pour flûte, clarinette, deux violons, alto, violoncelle, piano et percussion
- Elixir, pour flûte, clarinette, violon, alto, violoncelle et piano
- Diaphonia Intervallum, pour saxophone alto, flûte, clarinette, deux violons, alto, deux violoncelles, cordes graves et piano
- In Aeternum (Consortium IV), pour violoncelle/crotales pour archet, flûte alto (flûte, piano watergong, deux verres de cristal), clarinette basse (clarinette, watergong, 2 crystal glasses), alto (violon, crotales) et percussion
- Music of Amber, pour flûte, clarinette/clarinette basse, violon, violoncelle, piano et percussion
- Rhiannon's Blackbirds, pour flûte/piccolo, clarinette/clarinette basse, violon/alto, violoncelle, piano et percussion
- Soaring, pour flûte et piano
- Sparrows, pour flûte/piccolo, clarinette, violon, alto, violoncelle, piano, soprano et percussion

## Spectacles représentatifs
- [vidéo] « Concerto for Percussion, Movement 1: Con Forza », sur YouTube
  - Ensemble de l'université du Michigan, le 8 mars 2012
  - Michael Haithcock, chef d'orchestre
  - Jonathan Ovalle, percussions
- [vidéo] « ... and the mountains rising nowhere », sur YouTube

The President's Own United States Marine Band: The Bicentennial Collection
- [vidéo] « New Morning for the World: Daybreak of Freedom », sur YouTube
  - Ensemble à vent Lamont
  - Joseph Martin, chef d'orchestre
  - Mayor Michael B. Hancock, narrateur invité
- [vidéo] « New Morning for the World: Daybreak of Freedom (Premiere of wind ensemble version) », sur YouTube - 
  - Orchestre à vents de l'université de Floride
  - Nikk Pilato, chef d'orchestre
  - David Eccles, narrateur
- À Partir D'Un Sombre Millénaire
  - Orchestre symphonique à vent du Nord Texas
  - Eugene Migliaro Corporon, chef d'orchestre

## Discographie
- The Music of Joseph Schwantner (1997) - Velocities, Concerto for Percussion and Wind Orchestra, New Morning for the World - The National Symphony Orchestra, Evelyn Glennie, percussion et marimba solo, dir. Leonard Slatkin (BMG Classics/RCA Red Seal 09026-68692-2)
- Distant Runes & Incantations  - Ursula Oppens, piano ; St. Louis Symphony, dir. Leonard Slatkin (1986, Nonesuch 79143) (OCLC 21581071)
- From Afar… : « A Fantasy for Guitar » et « American Landscapes » - Sharon Isbin, guitare ; Saint Paul Chamber Orchestra, dir. Hugh Wolff (1987, Virgin Classics CDC 5- 55083-2)
- New Morning for the World pour narrateur et orchestre -  Willie Stargell, narrateur ; The Eastman Philharmonia Orchestra, dir. David Effron (Mercury 2890411 031-1)
- New Morning for the World "Daybreak of Freedom" (1982) - Raymond Bazemore, narrateur ; Oregon Symphony, dir. James DePreist (Koch International Classices 3-7293-2)
- Dream Catchers : From a Dark Millennium (1981) - Symphonie à vents du Nord Texas, dir. Eugene Corporon (Klavier Records KCD-11089) (OCLC 150557961) — avec d'autres œuvres de Nancy Galbraith, Walter Mays, Leslie Bassett, David Gillingham (en), Rolf Rudin.
- Wind Dances : In Evening's Stillness... (1996) - Symphonie à vents du Nord Texas, dir. Eugene Corporon (Klavier Records KCD-11084)
- ...and the mountains rising nowhere (1977) - Ensemble à vent d'Eastman, dir. Donald Hunsberger (Sony SK 47198)
- From a Dark Millennium (1981) - Ensemble à vent de l'Ithaca College, dir. Rodney Winther ; Ithaca College de l'École de Musique (Mark Records, Inc MCBS 35891)